# Cúcuta
Cúcuta (AFI: /ˈkukuta/; nome completo San José de Cúcuta) è una città della Colombia di 742.689 abitanti, capoluogo del dipartimento di Norte de Santander, nella parte nord-orientale del paese. 
Sorge nella Cordillera Oriental delle Ande. Data la vicinanza con il confine tra Colombia e Venezuela, è un importante centro commerciale. Il comune è situato all'interno del Area metropolitana di Cúcuta.
L'altitudine è di 313 m sopra il livello del mare, la temperatura media è di 28 °C e la media annua delle precipitazioni è pari a 1.041 mm.